# Universität Paul Sabatier
Die Universität Paul Sabatier (französisch Université Toulouse III – Paul Sabatier; Abk.: UT3 und UPS) ist die dritte Universität im französischen Toulouse. Sie wurde 1969 gegründet und nach dem Chemiker und Nobelpreisträger Paul Sabatier benannt.
Seit 2007 ist die UT3 Teil des Verbandes Université Fédérale Toulouse Midi-Pyrénées (UFTMP).
Es gibt Studienfächer für Natur-, Ingenieur- und Sportwissenschaften sowie Gesundheitsberufe. Ihr angeschlossen sind als unabhängige Einrichtungen die beiden Medizinfakultäten der Stadt sowie die Fakultät für Pharmazie.
Der Campus befindet sich im Stadtteil Rangueil, im Süden der Stadt. 

## Alumni
- Pierre Cohen, französischer Politiker der Parti Socialiste